# Cattivik
Cattivik è un personaggio dei fumetti creato nel 1965 da Bonvi e disegnato poi da Silver. Il personaggio è comparso su varie pubblicazioni ed è stato protagonista di una propria testata omonima edita dal 1989 al 2003; nel 1992 venne realizzato un videogioco omonimo ispirato al fumetto e, nel 2008, una serie televisiva animata. Come in molte altre creazioni di Bonvi quali le Sturmtruppen, le Storie dello spazio profondo e le Cronache del dopobomba, anche in Cattivik sono presenti elementi di satira politica e sociale.

## Caratterizzazione del personaggio
Cattivik, che secondo una definizione data dallo stesso Bonvi è «una macchia d'inchiostro: poco importa cosa sia esattamente, l'importante è che sporchi molto!» è un ladro in calzamaglia nera dall'aspetto grottesco impegnato in complessi piani criminosi che non sortiscono mai l'effetto voluto. Compare sempre vestito con una calzamaglia nera attillata, vive nelle fogne cittadine dalle quali fuoriesce di notte, muovendosi saltellando e sghignazzando, per perpetrare furti e rapine che molto spesso non riesce a portare a termine. Ha un modo di parlare caratterizzato dal troncamento dell'ultima lettera della parola che sta pronunciando («n'n rispond' senza il mio avvocat'»).
Bonvi sostenne che, nonostante alla fine dei suoi colpi, il ladro Cattivik paghi sempre per le sue colpe, esso «contesta (...) la borghesia, la guerra, il sistema in generale. Molto ingenuamente, se vogliamo, ma era l'unico nella stampa per ragazzi». Inoltre all'epoca l'editore non operava nessun controllo preventivo e «aveva fame di materiale sottopagato e sono rimaste famose le 200 lire in più corrisposte per ogni tavola in cui ci fosse anche il lettering e le 300 per il titolo. Per lui, tutto (purché non facesse proprio schifo) era pubblicabile. Fagocitò dunque anche Cattivik».

## Storia editoriale
Il personaggio nasce in un periodo nel quale in Italia riscuotevano un certo successo i fumetti neri come Diabolik, Kriminal e Satanik, dai quali prende l'ispirazione per la lettera K del nome. Il fenomeno dei fumetti neri fu tale che iniziarono a esserci delle parodie come quelle della Disney che su Topolino pubblicò le avventure di Paperinik e Paperinika o come quelle di Alfredo Castelli che realizzò Scheletrino e Diabetik mentre al cinema c'erano film come Arrriva Dorellik diretto da Steno o Sadik, episodio del film Thrilling. Bonvi non intendeva però farne una semplice parodia ma, come disse lui stesso, voleva «fare un personaggio per bambini che fosse "cattivo" in maniera dichiarata».
L'esordio si ebbe nel 1965 su un giornale studentesco modenese dove venne pubblicata una prima breve storia a fumetti realizzata da Bonvi, in cui compariva uno sghignazzante personaggio chiamato Cattivik che faceva da antagonista a un gruppo musicale battezzato "I Gatti" che all'epoca riscuoteva un certo successo nei "tea student's party" dell'Emilia. Fra i componenti del gruppo c'erano Francesco Guccini, Maurizio Vandelli, Victor Sogliani, Alfio Cantarella e Franco Ceccarelli e i quali, senza Guccini, divennero noti come Equipe 84.
Nel 1970, quando ormai Bonvi era divenuto un fumettista professionista e pubblicava su varie testate, Cattivik venne riproposto come protagonista di una serie di storie brevi sulle pagine di Tiramolla, della casa editrice Edizioni Alpe. In tutto vennero realizzati 46 episodi di lunghezza variabile dalle tre alle dieci tavole. Bonvi continuerà a realizzare personalmente fumetti di Cattivik fino a quando ne affiderà la realizzazione a Silver per occuparsi solo dei testi. Nel 1972, cessate le pubblicazioni sulle pagine di Tiramolla, che nel 1976 ristampò la prima produzione in una serie di albi a colori di grande formato nella collana "Mille Fumetti", il personaggio venne poi portato avanti dalla Playcomics, società di cui Bonvi era «proprietario, amministratore delegato, direttore artistico e unico dipendente» e fondata per organizzare l'enorme lavoro che Bonvi doveva realizzare con il suo studio. Lo stesso anno, dati i suoi impegni, rinunciò definitivamente al personaggio regalandone i diritti a Silver: «Io ero impegnatissimo nell'enorme produzione di Nick Carter. A Silver il personaggio piaceva. "Lo... l..lo p-p-posso fare io?", chiese. "Tienilo! È tuo!", risposi, magnanimo. Se poi l'ha portato avanti egregiamente il merito è suo perché è bravo».
Silver ne continuerà la pubblicazione nel 1975, realizzandone sia i testi che i disegni, sulle pagine del Corriere dei ragazzi dove pubblicava anche le strisce di Lupo Alberto e, nel 1976, su altre testate come La Bancarella e nell'inserto a fumetti del quotidiano Il lavoro o sulla rivista Eureka dell'Editoriale Corno che darà alle stampe anche alcuni pocket monografici. Col tempo anche Silver si allontanerà dal personaggio dedicandosi prevalentemente a Lupo Alberto. Nel Gennaio 1989, la Acme, casa editrice di cui Silver era titolare, iniziò la pubblicazione periodica di un albo dedicato a Cattivik nella quale vennero riproposte tutte le vecchie storie di Bonvi oltre a nuove e inedite realizzate da un staff di collaboratori come Massimo Bonfatti, Giacomo Michelon e Giorgio Sommacal innovando il personaggio e introducendo nuovi comprimari.
A questo nuovo periodo del personaggio contribuiscono poi gli sceneggiatori Moreno Burattini, Mirko Maselli, Casty (Andrea Castellan) e Piero Lusso, oltre ai disegnatori Giorgio Sommacal e Giacomo Michelon. In questo periodo il personaggio, oltre a rimpicciolirsi, si evolve graficamente acquisendo a una nuova silhouette a forma di castagna. Anche con Silver Cattivik tende a una qualche forma di satira sociale e spesso nelle sue storie compaiono parodie di personaggi televisivi, cinematografici o di altri fumetti quali ad esempio Michelin Mystere, parodia del personaggio di Castelli Martin Mystère o i fidanzatini di Peynet. Più raramente, alla satira di costume si affianca quella politica, come nella lunga storia "Il Grande Simpatico", incentrata su Silvio Berlusconi. 
Dal 2022 è tra i protagonisti del progetto Tutto Un Altro Lupo, revival di Lupo Alberto scritto da Lorenzo La Neve e disegnato da un’ampia platea di nuovi disegnatori. È comparso nelle storie L’ora d’aria di Cattivik, Fugner King, Quel pomeriggio di un giorno da Panik e Sewer’s Idols.
In una intervista rilasciata nel 2025 a Geppi Cucciari, Silver chiarisce che la pronuncia corretta è Cattìvik con  l'accento sulla prima "i" e non sull'ultima.

### Elenco pubblicazioni
Apparizioni (parziale)
- 1970 “Tiramolla” - Edizioni Alpe (46 episodi)[14]
- 1975 “Bonvi” - Editoriale Corno (volume antologico contenente un episodio di Cattivik)[3]
- 1979 sulla rivista Eureka n. 190 e n. 197 - Editoriale Corno[3]
- 1973 sulla rivista GEY CARIOCA - Edizioni Alpe[3]
- 1976 sull'albo NICK CARTER - Edizioni Cenisio[3]
- 1986 sulla rivista “Be Bop A Lula” - Vincent[3]
- 1985 in poi In appendice alla serie mensile Lupo Alberto edita dalla Glénat Italia, Acme e Macchia Nera;[19]
- 1996 sulla rivista “Comix” numeri 2, 3, 5, 7, 8, 9, 10 e 12 - Panini[3]
- 1993 sull'allegato de "Il Sabato" nº31 - Edit[3]

Volumi monografici
- 1976 Collana “1000 FUMETTI” - Edizioni Alpe: ristampa tutto il materiale già pubblicato su Tiramolla in albi a colori di grande formato;[3]
- 1977 Eureka Pocket n. 44 - Cattivik (Silver)[20][21][22]
- Eureka Pocket n. 53 - Cattivik il genio del male (Silver)[21][22][23]
- 1983 Eureka Pocket n. 82 - Cattivik (Silver)[21][22][24]
- 1986 “Il grande Cattivik” - Glénat (raccoglie tutte le strisce e le storie brevi della gestione Silver)[4]
- 1991 “Tutti gli uomini di Cattivik” (supplemento al n. 23 di Cattivik Edizioni ACME)[3]
- 1991 - “Il genio del male” - Rizzoli Editore[3]
- 1993 nº10 della collana ACME COMICS (volume monografico con storie di Silver)[3]
- 1994 nº4 degli Almanacchi di Lupo Alberto (volume monografico con storie di Massimo Bonfatti)[3]
- 1995 “Brivido Terrore Raccapriccio” - Rizzoli[3]
- Collana Illustrati BUR (Rizzoli)[3][25]:
  - “Il grande Cattivik” (1992);
  - “Cattivik. Il genio del male” (1993; 1995 seconda edizione);
  - “Cattivik contro tutti” (1994; 1997 seconda edizione);
  - “CattivikMania” (1995);
  - “Cattivik. Brivido, Terrore, Raccapriccio” (1996);
  - “Cattivik. Il Signore delle fogne” (1997);
  - “Cattivik Dossier” (1998);
  - “Cattivik non perdona” (1999);
  - “Identikit di un Cattivik” (2000);
  - “Cattivik. Il libro dei miei versi” (2001).

Serie periodica
Albo periodico edito dal 1989 dalla Edizioni ACME, poi Macchia Nera e poi Mck, che presenta sia storie inedite realizzate da vari autori che ristampe del personaggio e rubriche. Presenta storie a fumetti anche di altri personaggi come L'Omino Bufo di Alfredo Castelli.

## Curiosità
- Nella storia "Cattivik e il furto del fumetto", il criminale penetra furtivamente nell'abitazione dello stesso Bonvi per rubare delle tavole disegnate nel quale vengono narrate le proprie avventure. Sulla scrivania di Bonvi si può notare una lettera sulla quale sta scritto: "Caro Bonvi, l'ultimo episodio di Cattivik è uno schifo. Se in futuro non migliorerà, si ritenga licenziato. Baci, Martini". Questo episodio è opera di Silver all'epoca collaboratore di Bonvi[4].

## Altri media

### Televisione
Serie televisiva a cartoni animati
Una serie di cartoni animati con Cattivik protagonista è stata realizzata da Silver in collaborazione con il regista Mario Zanotti e prodotta da Mediaset. La voce di Cattivik è di Giorgio Bracardi e quella di Solitomino è di Bruno Gambarotta; tra gli altri doppiatori ci sono Pietro Ubaldi, Cinzia Massironi, Roberto Russo, Federica Ferrero e Davide Cantamessa.

### Videogiochi
Nel 1992 Idea pubblicò un videogioco per Amiga 500 dal titolo Cattivik: The Videogame basato sull'omonimo personaggio.